# Cyphia digitata
Cyphia digitata là loài thực vật có hoa trong họ Hoa chuông. Loài này được (Thunb.) Willd. mô tả khoa học đầu tiên năm 1798.